# پیمان حفاظت از خوک‌های دریایی جنوبگان
پیمان حفاظت از خوک‌های دریایی جنوبگان که به صورت خلاصه شده توافق خوک‌های دریایی جنوبگان نوشته می‌شود بخشی از سیستم پیمان جنوبگان است. این پیمان در ۱۱ فوریه ۱۹۷۲ در نتیجه یک کنفرانس چند جانبه در لندن نوشته و به امضا گذاشته شد.
هدف از این توافق، دستیابی و بهبود عملکرد در جهت حفاظت، مطالعات علمی و استفاده منطقی از خوک‌های دریایی جنوبگان برای حفظ توازن قابل قبول در اکوسیستم جنوبگان است. این پیمان در ۱ ژوئن ۱۹۷۲ به تصویب رسیده و در ۱۱ مارس ۱۹۷۸ به اجرا گذاشته شد.
۱۷ کشور آرژانتین، استرالیا، بلژیک، برزیل، کانادا، شیلی، فرانسه، ایتالیا، ژاپن، نروژ، پاکستان، لهستان، روسیه، آفریقای جنوبی، بریتانیا، آمریکا و نیوزیلند این پیمان را امضا کرده ولی در داخل کشور خود تصویب نکرده‌اند.